# Fannia latihamata
Fannia latihamata är en tvåvingeart som beskrevs av Xue, Gao och Wang 1996. Fannia latihamata ingår i släktet Fannia och familjen takdansflugor. Inga underarter finns listade i Catalogue of Life.